# Glasow (Blankenfelde-Mahlow)
Glasow ist ein bewohnter Gemeindeteil des Ortsteils Mahlow der Gemeinde Blankenfelde-Mahlow in Brandenburg.

## Geographische Lage
Der Gemeindeteil liegt im Südosten der Gemarkung. Nördlich liegt der Ortsteil Mahlow. Es folgen im Uhrzeigersinn der Schönefelder Ortsteil Selchow sowie die Ortsteile Groß Kienitz, Dahlewitz und Blankenfelde (jeweils zu Blankenfelde-Mahlow). Der überwiegende Teil der Gemarkung ist bebaut und erstreckt sich entlang der historischen Achse Alt Mahlow, die sich in Nord-Süd-Richtung durch das ehemalige Straßendorf zieht. Im Ortszentrum spannt sich ein Dorfanger auf. Südlich zweigt die Landstraße 75 als Selchower Weg in östlicher Richtung ab und stellt eine Verbindung zur Bundesstraße 96 her, die ebenfalls in Nord-Süd-Richtung verläuft. Westlich fließt der Glasowbach am Ort vorbei.

## Geschichte und Etymologie

### 13. und 14. Jahrhundert
In der zweiten Hälfte des 13. Jahrhunderts errichteten Handwerker im Ort bereits eine Feldsteinkirche. Glasow wurde jedoch erstmals 1375 im Landbuch Karls IV. als Glase und Glaze urkundlich erwähnt. Der Ort besaß seinerzeit 43 Hufen sowie einen Krug und eine Mühle. Der Name leitet sich aus dem slawischen ab und bedeutet vermutlich so viel wie Ort des großen Steins. Die Besitzverhältnisse blieben über viele Jahrhunderte schwierig. Glasow gehörte vor 1375 einer Familie Karre und der Familie Milow. Sie hielten das Ober- und Untergericht sowie einen Anteil an Pacht und Zins. Zwischen der Familie Karre und dem Bürger P. Rode aus Berlin kam es offenbar zu einem Streit um den Wagendienst. Außerdem gab es Zwist, wie mit den fünf freien Hufen und den 14 Rauchhünern verfahren werden sollte. Die Bürger T. Glase aus Cölln sowie die Berliner Bürger T. Wartenberg, H. v. Plaue, F. Spiel und H. Flügge hielten weitere Anteile an Pacht und Zins.

### 15. und 16. Jahrhundert
Im 15. Jahrhundert konnte die Familie Milow im Jahr 1450 das Dorf vollständig unter ihre Kontrolle bringen. Es war 44 Hufen groß, davon standen dem Pfarrer vier Hufen zu. Es gab eine Mühle und einen Krug. 1472 waren aber die Familie Wilmersdorf zu Dahlewitz mit einer Hälfte am Dorf beteiligt – Ruhe brachte diese Entscheidung jedoch auch nicht: Zum Ende des 15. Jahrhunderts wurde das Dorf jedoch endgültig geteilt. 1480 gab es sieben freie Hufen der Familie Milow, allerdings auch fünf wüste Hufen, die keinen Einnahmen brachten.
Bis nach 1548 besaß die Familie Milow das halbe Dorf mit Ober- und Untergericht; dazu kam das Kirchenpatronat (1536). Ihr Anteil kam an den Amtmann Ch. von Thümen zum Mühlenhof und wechselte von ihm vor 1567 bis nach 1840 zum Gut Löwenbruch. Die andere Hälfte kam 1484 bis nach 1572 an die von Schlabrendorf. Von dort gelangte es vor 1598 an das Gut Blankenfelde, zunächst nur das halbe Gut, später auch das Kirchenpatronat, 5,5 Hufen und ein Kötter (1644).

### 17. und 18. Jahrhundert
Zur Mitte des 17. Jahrhunderts gehörte der Ort hälftig Adam von Schlieben und der Familie derer von Liepe. Im Dreißigjährigen Krieg wurde auch Glasow erheblich zerstört. Lebten 1624 im Ort neun Hufner, fünf Kötter, ein Müller, ein Hirte sowie ein Laufschmied in Glasow, waren es 1652 lediglich noch der Dorfschulze sowie acht Kötter mit zwei Stiefsöhnen. Sämtliche Bauerngüter waren wüst gefallen.
Glasow erholte sich im Laufe der Jahrzehnte und so gab es 1711 bereits wieder sieben Hufner, fünf Kötter, einen Müller, einen Hirten und einen Knecht. Sie zahlten für 40 Hufen je 8 Groschen Abgaben. 1745 waren es sieben Bauern, fünf Kötter, eine Windmühle und ein Krug.

### 19. Jahrhundert
Bratring verweist darauf, dass es 1805 im Ort ein freies Lehnschulzen-Gericht gab. Im Ort wohnten acht Bauern und fünf Kötter. Es gab einen Krug sowie eine Windmühle. Im Ort lebten 118 Menschen, die 17 Feuerstellen (=Haushalte) betrieben und 40 Hufen bewirtschafteten. Hinzu kamen weitere vier Pfarrhufen. Glasow war zu dieser Zeit nach Jühnsdorf eingepfarrt. Zu 1856 wird Christian Friedrich Rusche als Besitzer des 2. Anteils von Glasow amtlich geführt. Zur Mitte des 19. Jahrhunderts lebten 133 Einwohner in 20 Wohnhäusern. Es kam zu einem bescheidenen wirtschaftlichen Aufschwung, bei dem Glasow von dem Anschluss Mahlows an die Bahnstrecke Berlin–Dresden im Jahr 1875 profitierte. 1871 lebten bereits 473 Menschen im Ort. Fast zeitgleich wird der kurz zuvor geadelte Geheime Kommerzienrat Ludwig von Schaeffer-Voit (1819–1887) Gutsherr auf Glasow und Blankenfelde. Nacherbin wurde seine zweite Tochter Clara Gräfin Wartensleben.

### 20. und 21. Jahrhundert
1924 gründete sich eine Freiwillige Feuerwehr. 1927 eröffnete das erste Naturheilkrankenhaus Deutschlands im Ort. Nach dem Ende des Zweiten Weltkrieges wurde Glasow zunächst mit Mahlow gemeinsam verwaltet und mit Wirkung zum 1. Juni 1950 eingemeindet. Ein Jahr später eröffnete eine Kreispoliklinik. Im Jahr 1960 gründete sich eine LPG vom Typ I, die ein Jahr später 21 Mitglieder hatte und 263 Hektar landwirtschaftliche Nutzfläche bewirtschaftete. 1973 gründete sich in Alt Glasow eine weitere LPG.

## Bevölkerungsentwicklung
| Jahr      | 1734 | 1772 | 1801 | 1817 | 1840 | 1858 | 1895 | 1925 | 1939 | 1946 |
| Einwohner | 100  | 103  | 118  | 97   | 133  | 275  | 430  | 802  | 2014 | 2099 |

## Sehenswürdigkeiten und Kultur

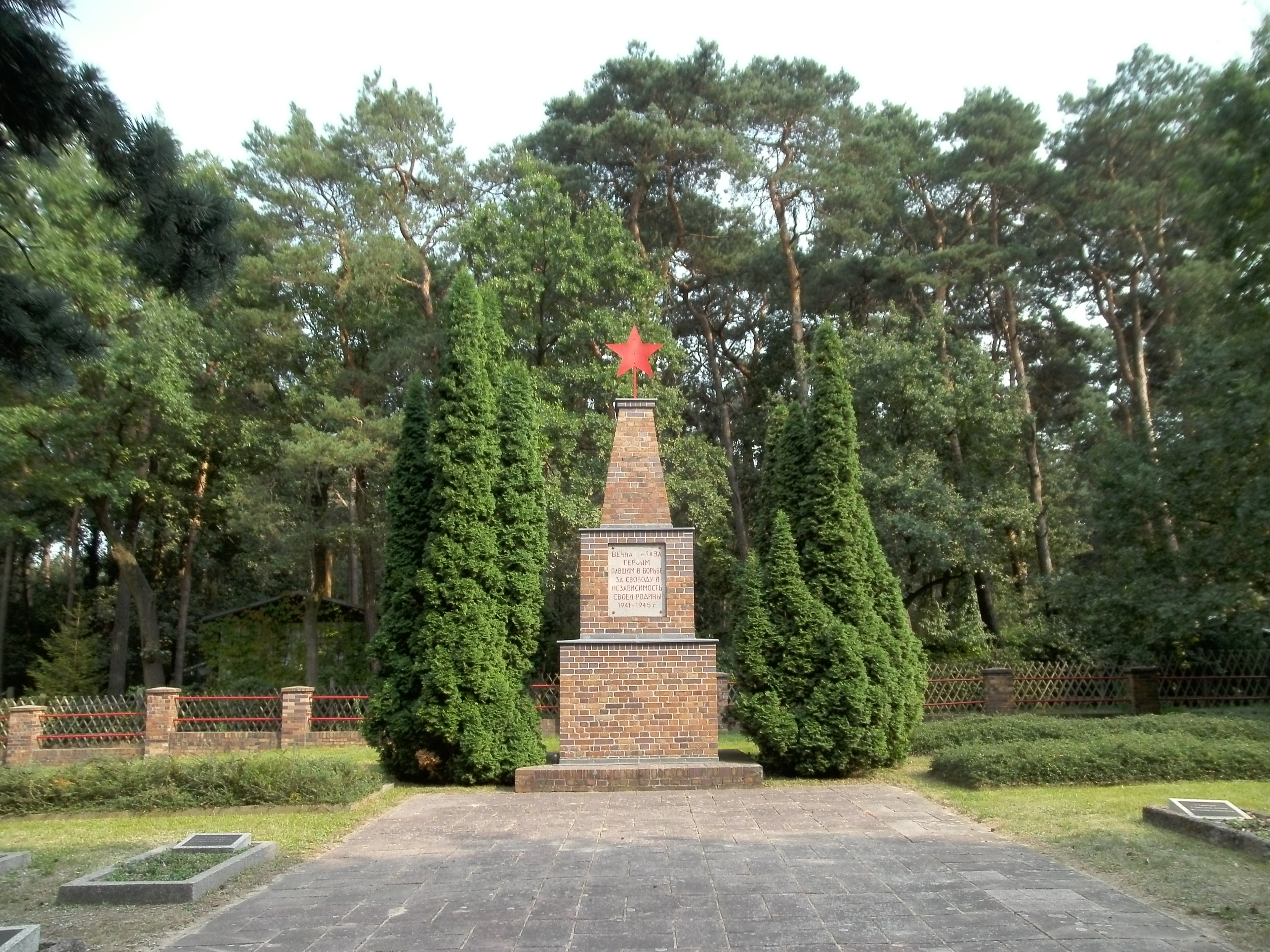
Sowjetisches Ehrenmal

- Die Dorfkirche Glasow ist eine Feldsteinkirche aus der zweiten Hälfte des 13. Jahrhunderts. Sie wurde zu einem späteren Zeitpunkt „barock“ überformt. Im Innern steht unter anderem eine Schnitzfigur aus der ersten Hälfte des 18. Jahrhunderts, die Johannes den Täufer darstellt.
- Denkmal für die Gefallenen aus dem Ersten Weltkrieg auf dem Dorfanger, ergänzt zu einem späteren Zeitpunkt für die Opfer der Gewaltherrschaft
- Nach dem Ende des Zweiten Weltkrieges errichteten Handwerker an der Straße nach Selchow ein Ehrenmal für die Gefallenen der Roten Armee.

## Wirtschaft und Infrastruktur

### Wirtschaft
Im Ort sind zahlreiche Handwerksbetriebe aktiv, darunter mehrere Kfz-Händler, eine Reitschule sowie einige Dienstleister. Es existiert eine Tankstelle, ein Lebensmitteldiscounter sowie ein Hotel.

### Verkehr
Die Straße Alt Glasow stellt die Hauptverbindungsachse dar. Sie wird in etwa mittig der Gemarkung vom Glasower Damm gekreuzt, der als Selchower Straße in östlicher Richtung zur B 96 führt. Die RVS bindet den Ort mit den Linien 742 und 794 an Mahlow und Blankenfelde an.